# Paris Combo
Paris Combo (Пари Комбо) — музыкальная группа, основанная в Париже, Франция, играющая эклектическую музыку, смешанную из французского шансона, американского джаза и свинга, итальянской и североамериканской музыки. Группа определяет свой стиль как world music. На счету группы живые выступления в Европе, Северной Америке и Австралии.

## Участники
- Belle du Berry (Bénédicte Grimault) †, француженка, главный вокал и игра на аккордеоне
- Potzi, цыган из Алжира, играющий на гитаре и банджо
- François-François (a.k.a. Jean-François Jeannin), француз, перкуссионист и певец
- Mano Razanajato из Мадагаскара, бас и вокал
- David Lewis из Австралии, труба и фортепиано. Дэвид переехал во Францию, когда ему было 20, и учился во Французской Консерватории. Он сделал себе имя на французской музыкальной сцене, выступая с Arthur H и Manu Dibango.

## Интересные факты
В 2006, мать Дэвида Льюиса, Elaine Lewis, опубликовала книгу «Вальс левого берега» («Left Bank Waltz»), книгу о жизни австралийских эмигрантов в Париже, где она описывала своё желание открыть «Австралийский книжный магазин» для информирования об австралийском искусстве и культуре в Париже. В книге множество деталей о группе Paris Combo, включая раннюю карьеру музыкантов, парижской музыкальной и культурной среде и первом концерте группы..

## Дискография
- 1998 — Paris Combo (Tinder Records Архивная копия от 27 октября 2020 на Wayback Machine)
- 2001 — Living Room (Tinder Records)
- 2002 — Attraction (Ark 21)
- 2002 — Live (DRG Records Incorporated)
- 2003 — Cafe De Flore: Rendez-Vous A Saint-Germain Des Pre (альбом-компиляция) (Sunnyside Архивная копия от 15 сентября 2008 на Wayback Machine)
- 2005 — Motifs (DRG Records Incorporated)
- 2013 — 5 (DRG Records Incorporated)
- 2017 — Tako Tsubo (DRG Records Incorporated (недоступная ссылка))